# Gu Ja-Cheong
Gu Ja-Cheong (en coreano: 구자청; 22 de enero de 1967) es un deportista surcoreano que compitió en tiro con arco, en la modalidad de arco recurvo. Ganó tres medallas en el Campeonato Mundial de Tiro con Arco al Aire Libre, en los años 1983 y 1985.

## Palmarés internacional
| Campeonato Mundial al Aire Libre | Campeonato Mundial al Aire Libre | Campeonato Mundial al Aire Libre | Campeonato Mundial al Aire Libre |
| Año                              | Lugar                            | Medalla                          | Prueba                           |
| -------------------------------- | -------------------------------- | -------------------------------- | -------------------------------- |
| 1983                             | Los Ángeles (Estados Unidos)     | Medalla de plata                 | Equipo                           |
| 1985                             | Seúl (Corea del Sur)             | Medalla de oro                   | Equipo                           |
| 1985                             | Seúl (Corea del Sur)             | Medalla de plata                 | Individual                       |